# Danh sách xã thuộc tỉnh Hậu Giang
Tính đến ngày 1 tháng 2 năm 2020, tỉnh Hậu Giang có 75 đơn vị hành chính cấp xã, trong đó có 51 xã.
Dưới đây là danh các xã thuộc tỉnh Hậu Giang hiện nay.
| Xã              | Trực thuộc         | Diện tích (km²) | Dân số (người) | Mật độ dân số (người/km²) | Thành lập |
| --------------- | ------------------ | --------------- | -------------- | ------------------------- | --------- |
| Bình Thành      | Huyện Phụng Hiệp   |                 |                |                           |           |
| Đại Thành       | Thành phố Ngã Bảy  | 23,84           |                |                           |           |
| Đông Phú        | Huyện Châu Thành   |                 |                |                           |           |
| Đông Phước      | Huyện Châu Thành   |                 |                |                           |           |
| Đông Phước A    | Huyện Châu Thành   |                 |                |                           |           |
| Đông Thạnh      | Huyện Châu Thành   |                 |                |                           |           |
| Hiệp Hưng       | Huyện Phụng Hiệp   |                 |                |                           |           |
| Hòa An          | Huyện Phụng Hiệp   |                 |                |                           |           |
| Hỏa Lựu         | Thành phố Vị Thanh | 17,51           |                |                           |           |
| Hòa Mỹ          | Huyện Phụng Hiệp   |                 |                |                           |           |
| Hỏa Tiến        | Thành phố Vị Thanh | 21,99           |                |                           |           |
| Long Bình       | Thị xã Long Mỹ     | 37,47           |                |                           |           |
| Long Phú        | Thị xã Long Mỹ     | 23,13           |                |                           |           |
| Long Thạnh      | Huyện Phụng Hiệp   |                 |                |                           |           |
| Long Trị        | Thị xã Long Mỹ     | 17,51           |                |                           |           |
| Long Trị A      | Thị xã Long Mỹ     | 20,41           |                |                           |           |
| Lương Nghĩa     | Huyện Long Mỹ      |                 |                |                           |           |
| Lương Tâm       | Huyện Long Mỹ      |                 |                |                           |           |
| Nhơn Nghĩa A    | Huyện Châu Thành A |                 |                |                           |           |
| Phú Hữu         | Huyện Châu Thành   |                 |                |                           |           |
| Phú Tân         | Huyện Châu Thành   |                 |                |                           |           |
| Phụng Hiệp      | Huyện Phụng Hiệp   |                 |                |                           |           |
| Phương Bình     | Huyện Phụng Hiệp   |                 |                |                           |           |
| Phương Phú      | Huyện Phụng Hiệp   |                 |                |                           |           |
| Tân Bình        | Huyện Phụng Hiệp   |                 |                |                           |           |
| Tân Hòa         | Huyện Châu Thành A |                 |                |                           |           |
| Tân Long        | Huyện Phụng Hiệp   |                 |                |                           |           |
| Tân Phú         | Thị xã Long Mỹ     | 25,5            |                |                           |           |
| Tân Phú Thạnh   | Huyện Châu Thành A |                 |                |                           |           |
| Tân Phước Hưng  | Huyện Phụng Hiệp   |                 |                |                           |           |
| Tân Thành       | Thành phố Ngã Bảy  | 23,12           |                |                           |           |
| Tân Tiến        | Thành phố Vị Thanh | 20,22           |                |                           |           |
| Thạnh Hòa       | Huyện Phụng Hiệp   |                 |                |                           |           |
| Thạnh Xuân      | Huyện Châu Thành A |                 |                |                           |           |
| Thuận Hòa       | Huyện Long Mỹ      |                 |                |                           |           |
| Thuận Hưng      | Huyện Long Mỹ      |                 |                |                           |           |
| Trường Long A   | Huyện Châu Thành A |                 |                |                           |           |
| Trường Long Tây | Huyện Châu Thành A |                 |                |                           |           |
| Vị Bình         | Huyện Vị Thủy      |                 |                |                           |           |
| Vị Đông         | Huyện Vị Thủy      |                 |                |                           |           |
| Vị Tân          | Thành phố Vị Thanh | 22,58           |                |                           |           |
| Vị Thanh        | Huyện Vị Thủy      |                 |                |                           |           |
| Vị Thắng        | Huyện Vị Thủy      |                 |                |                           |           |
| Vị Thủy         | Huyện Vị Thủy      |                 |                |                           |           |
| Vị Trung        | Huyện Vị Thủy      |                 |                |                           |           |
| Vĩnh Thuận Đông | Huyện Long Mỹ      |                 |                |                           |           |
| Vĩnh Thuận Tây  | Huyện Vị Thủy      |                 |                |                           |           |
| Vĩnh Trung      | Huyện Vị Thủy      |                 |                |                           |           |
| Vĩnh Tường      | Huyện Vị Thủy      |                 |                |                           |           |
| Vĩnh Viễn A     | Huyện Long Mỹ      |                 |                |                           |           |
| Xà Phiên        | Huyện Long Mỹ      |                 |                |                           |           |